# Безуглова Ксенія Юріївна
Ксенія Юріївна Безуглова (до шлюбу Кишина, нар.. 8 червня 1983 року, Ленінськ-Кузнецький, Кемеровська область,  Російська РФСР, СРСР) — російська громадсько-політична діячка, володарка титулу «Міс світу-2013» серед дівчат на інвалідних візках, член ради з питань піклування в соціальній сфері при Уряді РФ, член комісії у справах інвалідів при Президентові РФ, мотиваційна спікерка.

## Біографія
Ксенія Безуглова народилася 8 червня 1983 року в м Ленінськ-Кузнецький Кемеровської області Росії. У 1984 році з сім'єю переїхала в село Вільно-Надеждинської Приморського краю. Закінчила Сучасну гуманітарну академію (філія в м Владивосток), факультет менеджменту. У 2002—2007 рр. працювала в рекламній службі журналу «Дороге задоволення». У 2006 році переїхала в Москву. З 2008 році працювала у видавничому домі « Хєрст Шкулєв Медіа». Цього ж року закінчила Президентську програму підготовки управлінських кадрів в Російському економічному університеті ім. Г. В. Плеханова.
В серпні 2008, буду вагітною, потрапила в ДТП, внаслідок якої опинилась у візку. Попри рекомендації лікарів, відмовилась від аборту, в лютому 2009 народила доньку Таїсію.
У грудні 2012 року в Римі перемогла в міжнародному конкурсі краси серед дівчат на візках «Вертикаль», прирівняних до «Міс світу». Після отримання титулу зайнялася громадською діяльністю із захисту інтересів інвалідів-візочників. Взимку 2013 року, перебуваючи з сім'єю на відпочинку в Таїланді, разом з головою Приморської організації інвалідів-візочників «Ковчег» Артемом Моісеєнко звернулася в префектуру Пхукета з проханням обладнати один з пляжів для інвалідів, в результаті чого був реконструйований пляж Най Харн.
У 2013 році увійшла до складу Координаційної ради у справах інвалідів при мерові Москви, Ради при Департаменті охорони здоров'я Москви, Ради при Департаменті культури Москви. В результаті її діяльності був обладнаний і пристосований для інвалідів Лівобережний пляж міста Москви. Займається громадською діяльністю.
З 2011 року щорічно бере участь у показах колекцій конкурсу особливої моди "Без кордонів".
Одна з факелоносців Зимових Паралімпійських ігор Сочі 2014.

## Особисте життя
З 2006 року одружена з Олексієм Безугловим (підприємець, займається будівельним бізнесом)
Дочки Таїсія (нар. у 2009 році), Алекса (нар. 6 серпня 2015), син Микита (нар. 1 жовтня 2017).